# Autoroute A22 (Italie)
Pour les articles homonymes, voir A22, E45 et Brenner.
L'autoroute A22, également appelée autoroute du Brenner, raccorde le Brenner et Modène (Autoroute A1) à travers le Wipptal, la vallée de l'Isarco et la vallée de l'Adige. Longue de 314 km, elle se poursuit ensuite en territoire autrichien et devient l'autoroute A13. L'autoroute italienne du Brenner est exploitée par la Autostrada del Brennero SpA/Brennerautobahn AG, basée à Trente.

## Parcours
L'autoroute du Brenner commence au col du Brenner, où elle rejoint l'autoroute A13 en Autriche. L'autoroute mène d'abord au sud jusqu'à Vipiteno (Sterzing) avant de changer de direction vers le sud-est et d'atteindre Bressanone (Brixen). Ici, l'A22 rencontre la route SS49 reliant le val Pusteria à Brunico. Ensuite, l'A22 conduit au sud-ouest et atteint Bolzane. Plus au sud, dans la vallée de l'Adige, l'autoroute entre dans le Trentin-Haut-Adige et mène aux villes de Trente et Rovereto. Près du lac de Garde, elle atteint la région de la Vénétie et la ville de Vérone. Ici, l'A22 traverse l'autoroute A4 et se poursuit ensuite vers le sud jusqu’en Lombardie, pour atteindre la ville de Mantoue, où il traverse le Pô.
Enfin, l'A22 atteint l'Emilie-Romagne et, en passant par les villes de Carpi et de Modène, rejoint l'A1.
Le long de l’autoroute du Brenner, il existe actuellement 22 zones de service (11 par chaussée) et un parking près de Vipiteno, accessible depuis les deux voies. En raison de l’âge des infrastructures et de l’augmentation du trafic, l'autoroute devrait être progressivement révisé, rénové et également agrandie.
Début 2013, une zone de repos spéciale a été ouverte sur l'ancienne zone douanière du col du Brenner : il n'y a plus de station-service, mais il y a une grande salle d'exposition avec des œuvres d'art de l'artiste italien Fabrizio Plessi, comprenant des vidéos, des dessins et des installations diverses.

## Données
Bien que la route atteigne un col alpin élevé (1 372 m d'altitude), la déclivité reste minime : seule la dernière portion de Vipiteno-Brenner atteint une pente de 3,8 %, mais la pente moyenne entre le Brenner et Bolzano est de 1,4 %.

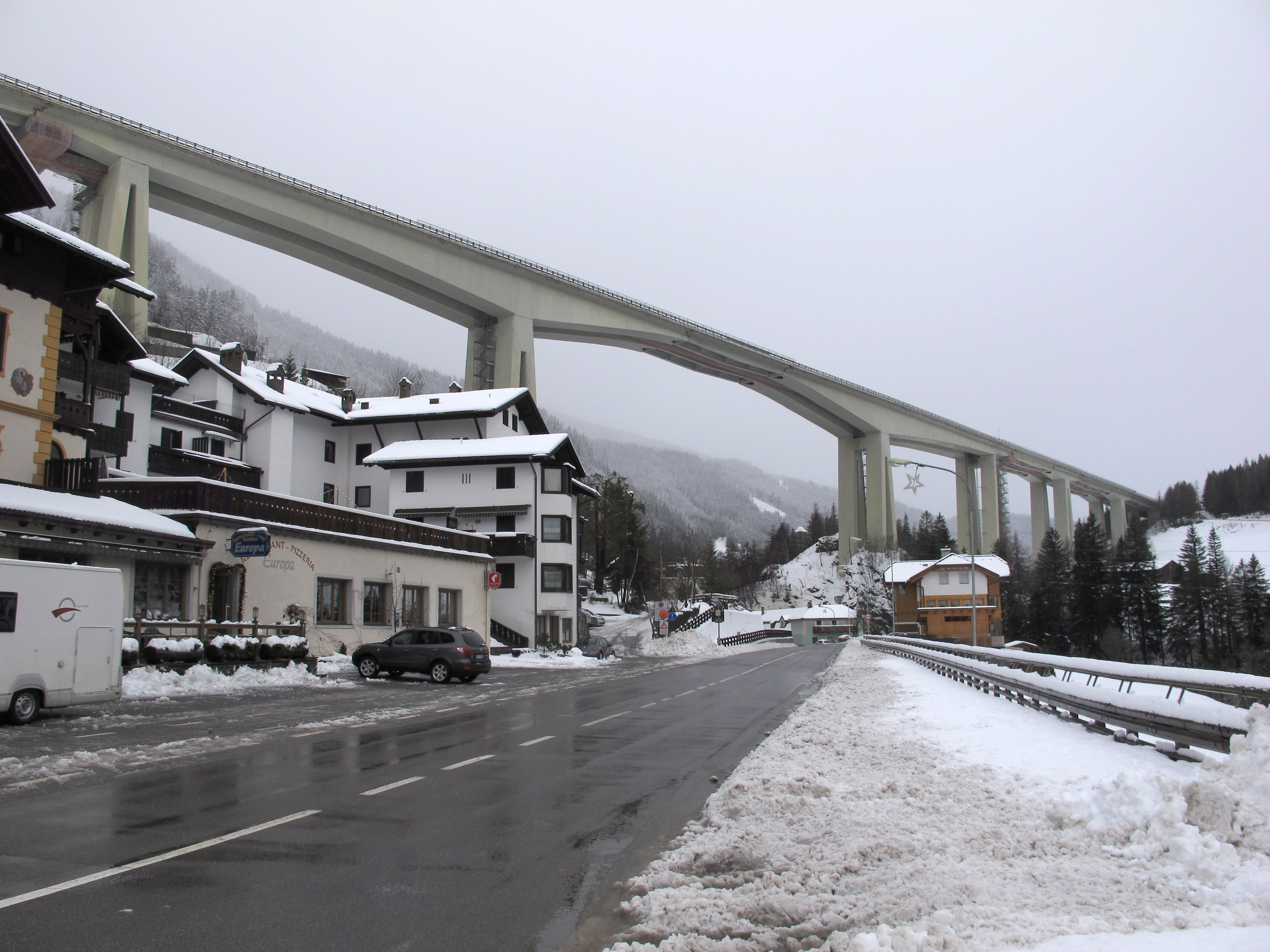
Le viaduc de Colle Isarco, ouvrage le plus imposant de l'A22.

Le tronçon du Brenner à Vérone est constitué de 101 ponts ou viaducs, le plus important étant le viaduc de Colle Isarco, d'un kilomètre de long et 110 m de hauteur. Dans cette partie, l'A22 mesure 24 m de large, chaque route ayant une largeur de 7,5 m. Au sud de Vérone, l'autoroute atteint une largeur de 33 m, le séparateur ayant ici une largeur de 12 m.
Entre le Brenner et Bolzano, les courbes les plus étroites ont un rayon de courbure de 500 m, et entre Bolzano et Modène, de 1 000 m. Pour cette raison, la portion entre le Brenner et Bolzano est limitée à 110 kilomètres par heure.
L'A22 traverse 29 tunnels. Tous ont été construits avec deux tubes, de sorte qu'il n'y ait aucun trafic venant en sens inverse. Au total, les tunnels font 12,2 km de long.
L'autoroute doit faire face à un trafic quotidien de 30 000 à 40 000 véhicules.

## Travaux et projets

### Voie dynamique
L'expérimentation de la troisième voie dynamique est en cours sur le tronçon entre Trente Sud et Rovereto Nord, qui prévoit, dans des situations particulières de congestion du trafic, l'utilisation de la voie d'urgence en tant que voie de circulation. Les utilisateurs sont avertis par des panneaux de messages variables situés le long de l'itinéraire, indiquant des flèches vertes (voie passable), des flèches jaunes obliques (fermeture de voie) et des flèches rouges x (voie fermée). Le projet prévoit la mise en place de la voie dynamique dans le tronçon entre les sorties Bolzane sud et Vérone nord.

### Troisième voie
Dès 2016, les travaux de construction de la troisième voie de l'autoroute ont commencé entre le péage de Verone Nord et la jonction avec l'A1 à Modene Nord. Dans ce dernier tronçon, la jonction sera élargie, adaptée au trafic en augmentation constante et déjà prête pour la future extension vers Sassuolo. Les expropriations ne seront pas effectuées pour l'élargissement, mais les 11 m de séparation centrale déjà présents entre les deux chaussées seront utilisés. L'intervention, qui permettra d'élargir la voie d'urgence d'un mètre, prévoit également la construction d'une aire de repos tous les 500 m.

### Prolongement jusqu'à Sassuolo
L’extension au sud de l’autoroute A22, de la jonction de Campogalliano à Sassuolo, totalisant 14 km et 6 postes de péage, a été approuvée par le conseil d’administration de l’ANAS en 2005. Le début des travaux, sous-traité par l'association temporaire des sociétés Autocs (Autostrada del Brennero spa, Coopsette, Pizzarotti, Cordioli, Edilizia Wipptal, Oberosler et Consorzio stable Coseam Italia), a débuté en mai 2018 et la durée des travaux est estimée à quatre ans, pour un coût total de 516 millions d’euros.
Le projet comprend la construction de 25,5 km de routes, dont 14 km du prolongement de l’autoroute Campogalliano-Sassuolo, 6,5 km du nouveau boulevard périphérique sud de Rubiera (avec1,4 km supplémentaire de jonction) et 3,6 km de jonction avec le périphérique de Modène. Deux viaducs sont prévus pour traverser la rivière Secchia (814 m) et la voie ferrée Via Emilia et Milan-Bologne (621 m) et deux tunnels souterrains pour préserver le milieu naturel de Colombarone di Formigine, ainsi que 15 passages souterrains et 12 passages surélevés.

### Ti-Bre (lien avec l'A15)
Le projet Ti-Bre (acronyme de Tirreno-Brennero) prévoit l’extension de l’autoroute A15 La Spezia-Parme au nord, de Fontevivo (ouest de Parme) jusqu’au péage de Nogarole Rocca sur l’A22, pour un total de 85 km.
En mars 2017, 12 km étaient en construction sur les 85 prévus pour un coût total de 2,7 milliards d'euros. La connexion prend fin à San Quirico di Trecasali (Parme).

### Contournement urbain de Trento et Rovereto
La province autonome de Trente étudie actuellement l’utilisation de l’autoroute gratuite dans les tronçons situés au nord et au sud de Trente et au nord et au sud de Rovereto, afin de résoudre les problèmes de circulation dans les villes. En particulier Rovereto n'ayant pas son propre contournement, il fait très souvent l'objet de longues files d'attente, qui sont souvent la cause de petits accidents et de collisions par l'arrière. L'idée est d'appliquer la gratuité uniquement entre les entrées et les sorties en question, ce qui est préférable, surtout pour les coûts élevés de la construction d'un éventuel contournement, soit environ 200 millions d'euros.

### Route de l'hydrogène
L'autoroute A22 était censée être la première « autoroute de l'hydrogène » en Europe. En 2010, il devait être équipé d'un réseau de systèmes de ravitaillement en hydrogène, inspiré du California Hydrogen Net (CaH2Net), construit à la demande du gouverneur de Californie Arnold Schwarzenegger. L’hydrogène, qui n’est pas naturellement présent à l’état libre, doit être produit à partir de pétrole ou de sources alternatives : conformément à la stricte protection de l’environnement appliquée dans la région de Bolzane, le gaz aurait dû être produit à partir de sources renouvelables.
Après de longues hésitations, les travaux ont finalement commencé en 2013 avec la construction de l'usine de production d'hydrogène.
À l'été 2014, l'usine a finalement vu le jour et alimentera en carburant un nouveau distributeur, inauguré fin novembre, à proximité de la sortie Bolzane Sud.

## références
1. ↑  http://www.autobrennero.it/documenti/Press/2007/Settembre/CS_21_settembre_terza_corsia.pdf
2. ↑  (it) « Nasce la Campogalliano-Sassuolo: prima pietra a maggio del 2018 », 2 juin 2017 (consulté en mars 2019)
3. ↑  http://www.partitodemocraticotrentino.it/uploaded/PACHER%20A22%20gratis.pdf
4. ↑  « Idrogeno », sur autobrennero.it (consulté le 19 août 2020).